# Myiozetetes similis
Myiozetetes similis là một loài chim trong họ Tyrannidae.